# Carrer Rectoria (Sant Llorenç Savall)
El carrer Rectoria és un carrer del municipi de Sant Llorenç Savall (Vallès Occidental) protegit com a bé cultural d'interès local.

## Descripció
Aquest carrer forma part del nucli antic de la població. La configuració actual del carrer és de cases entre mitgeres, dels segles XVII i XVIII, que consten de planta baixa, pis i golfes. Algunes d'elles estan reformades i s'han fet cases noves.